# Giovanni Bardis
Giovanni Battista Bardis (Parigi, 21 maggio 1987) è un sollevatore francese.

## Carriera
Il suo record personale è di 335 kg.
Ai Campionati mondiali di sollevamento pesi 2007 si è classificato 26° nella categoria 77 kg, con un totale di 325 kg.
Ai campionati europei di sollevamento pesi 2008 si è classificato al quinto posto nella categoria 77 kg, con un totale di 335 kg.
Ha gareggiato nel sollevamento pesi alle Olimpiadi estive del 2008 nella divisione 77 kg finendo quattordicesimo con 329 kg.
Vinse la medaglia di bronzo ai campionati europei di Adalia nel 2012 per la squalifica, comminata nel novembre del 2021, del georgiano Rauli Tsirekidze e del turco Fatih Baydar, piazzatisi ai primi due posti del podio della gara dei massimi leggeri, per un riesame delle provette antidoping.